# Kaema-kowŏn
Kaema-kowŏn är ett högland i Nordkorea. Det ligger i den centrala delen av landet, 210 km nordost om huvudstaden Pyongyang.